# Comté de Marion (Ohio)
Pour les articles homonymes, voir Comté de Marion.
Le comté de Marion est situé dans l’État de l'Ohio, aux États-Unis. Il comptait 66 217 habitants en 2000. Son siège est Marion.